# Sirko (fiaba)
Sirko (in ucraino Сірко?), è un racconto popolare ucraino.

## Trama

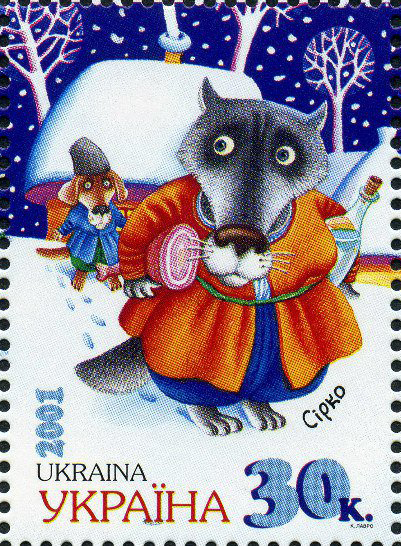
Francobollo ucraino che mostra Sirko congedare il suo amico lupo.

Un contadino ha un cane di nome Sirko, che però lo scaccia via a causa della sua vecchiaia. Nel bosco Sirko incontra un lupo che accetta di dargli una mano per farlo ritornare a casa. Infatti il giorno dopo, quando il contadino e la moglie vanno a lavorare nei campi portando con loro il proprio bambino, il lupo si avvicina di soppiatto e rapisce il piccolo. 
Sirko gli corre dietro e si riprende il bambino dal lupo, proprio come quest'ultimo aveva progettato per aiutare il cane. Il proprietario è molto grato a Sirko per aver salvato suo figlio, quindi senza esitazione lo riporta a casa. Da allora, il vecchio cane viene molto rispettato in famiglia. 
Qualche tempo dopo Sirko decide di ringraziare il lupo e di invitarlo a casa sua durante una festa organizzata dai suoi padroni di sera. In tale occasione il lupo si nasconde sotto il tavolo di casa per non farsi vedere dagli uomini e mangia gli avanzi che Sirko gli offre durante la cena, ma ad un certo punto gli viene voglia di cantare e non riuscendo a trattenersi viene scoperto dai presenti. Per difenderlo Sirko finge di attaccarlo trascinandolo così fuori di casa nel bosco. 
Alla fine i due, pur rimanendo amici, si dicono addio e si separano.

## Adattamenti
- La storia è stata adattata nel film d'animazione sovietico C'era una volta un cane della Sojuzmul'tfil'm.